# Comitatul Lac La Biche, Alberta
Comitatul Lac La Biche, din provincia Alberta, Canada  este un district municipal situat nordest în Alberta. Districtul se află în Diviziunea de recensământ 12. El se întinde pe suprafața de 16,300.95 km2  și avea în anul 2011 o populație de 8,402 locuitori.
Cities Orașe
--
Towns Localități urbane
--
Villages Sate
- Beaver Lake
- Hylo
- Lac La Biche (municipal office)
- Plamondon
- Venice

Summer villages Sate de vacanță
--
Hamlets, cătune
Așezări
- Avenir
- Barnegat
- Behan
- Bone Town
- Brièreville
- Craigend
- Deer Ridge Park Subdivision
- Elinor Lake Subdivision
- Fork Lake
- Helina
- Imperial Mills
- Lac La Biche Mission
- Lakeview Estates
- Margie
- Mile West Trailer Park
- Noral
- Normandeau
- Owl River
- Pelican Portage
- Philomena
- Pine Lane Trailer Court
- Pitlochrie
- Rich Lake
- Rossian sau Colonia rusă
- Snug Cove
- Sunset Bay
- Tweedie

1. 1 2  Population and dwelling counts, for Canada, provinces and territories, and census subdivisions (municipalities), 2016 and 2011 censuses – 100% data (în engleză), 20 februarie 2019